# Княжики (Уманський район)
Княжики́ — село в Україні, в Монастирищенській міській громаді Уманського району Черкаської області. Розташоване за 29 км на північний схід від міста Монастирище. Населення становить 660 осіб (станом на 2001 р.).

## Загальні відомості
За легендою, назва села походить з далекої княжої доби. Коли повноводний Гірський Тікич протікаючи поміж неоглядних дубових лісів та утворюючи величезне озеро (в районі сіл Острожани-Зюбриха), куди сходилися на водопій звірі, зокрема лісові бики-зубри, а київські (чи можливо інші князі) приїжджали сюди на полювання. Дітей (княжат) роже разом з скоморохами-блазнями, що розважали їх після полювання, залишали в населеному пункті, що нині зветься Княжиками.
Лаврентій Похилевич у своїй книзі «Сказання про населені місцевості Київської губернії» пише:
```
Княжики, село в 7-ми верстах от Зубрихи, при ручье Свинарке, впадающем в Тикич. Жителей обоего пола 646, да в деревне Владиславчике, отделяемой небольшою возвышенностью 320; земли в обеих этих селениях 2365 десятин. Недавно Княжики с Владиславкой принадлежали к Цыбулевскому имению, а ныне зятю Ипполита Рогозинского, Валериану Щенстовичу Росцишевскому (латин испов., род 1818 года). К Княжикам и к Бладиславке с юго-запада примыкает значительный дубовый лес. Церковь Покровская, деревянная, 6-го класса; земли имеет с лесом 43 десятин построена 1753 года.
```

В 20-х роках ХХ століття в Княжиках налічувалося 200 дворів, в яких проживало до 1200 жителів. В 1923 році комнезамівці організували колектив спільного обробітку землі «Вперед», в 1929 році їх стало 2, які, по суті, вже стали колгоспами — «Переможець» і «Шлях колгоспника». Розкуркулено 5 родин. Під час Голодомору 1932-1933 років померло 200 мешканців, або кожний 5-ий. Встановлено пам'ятний знак жертвам Голодомору на сільському кладовищі у 2003 році.
У роки німецько-радянської війни 127 жителів села билися з німецькими загарбниками, з них 80 — полягли в боях, 43 — за мужність і героїзм нагороджені орденами й медалями. 1953 року відкрито на братській могилі пам'ятник воїнам-визволителям, які загинули в боротьбі з гітлерівцями.

## Галерея

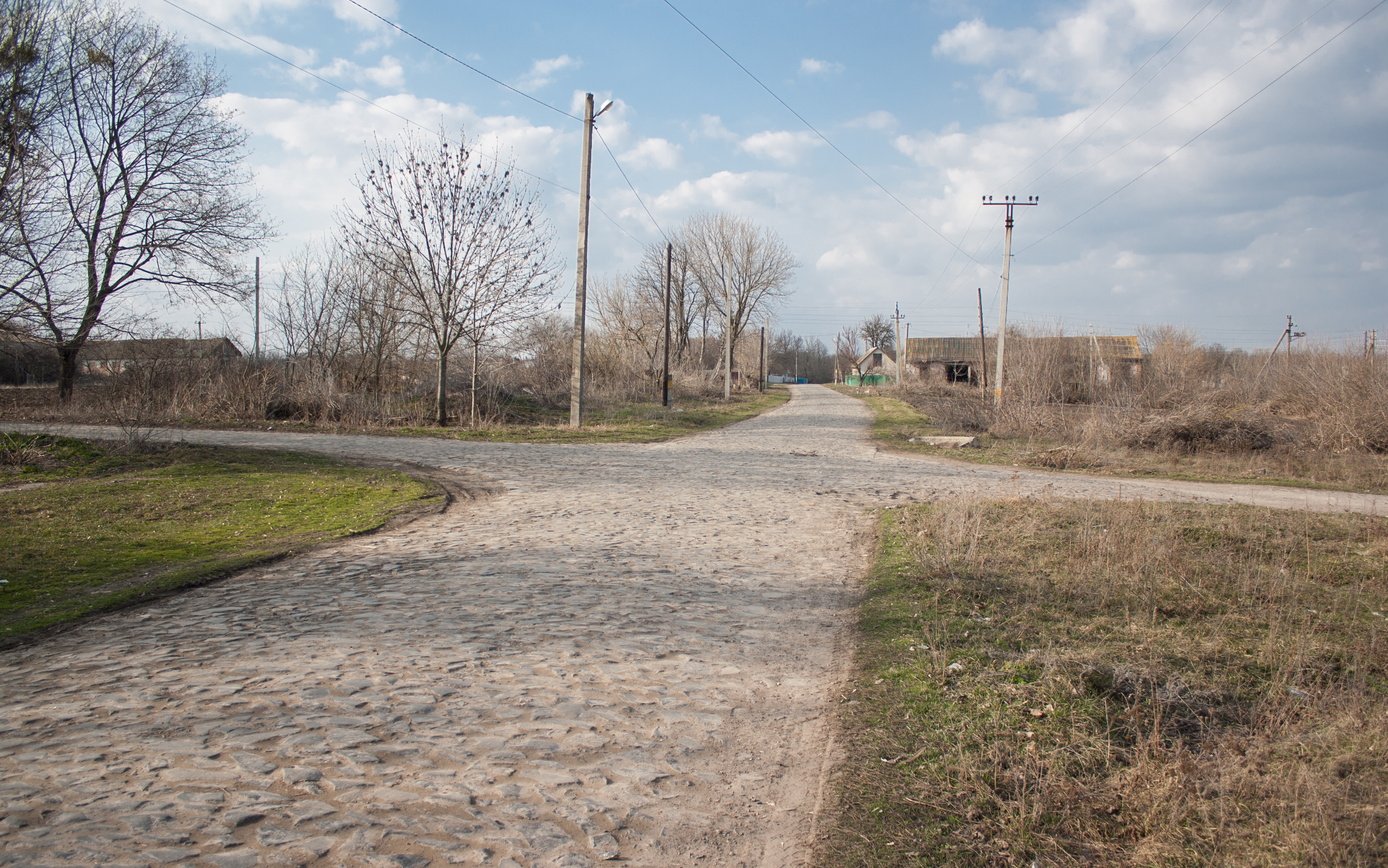
Вулиця Центральна
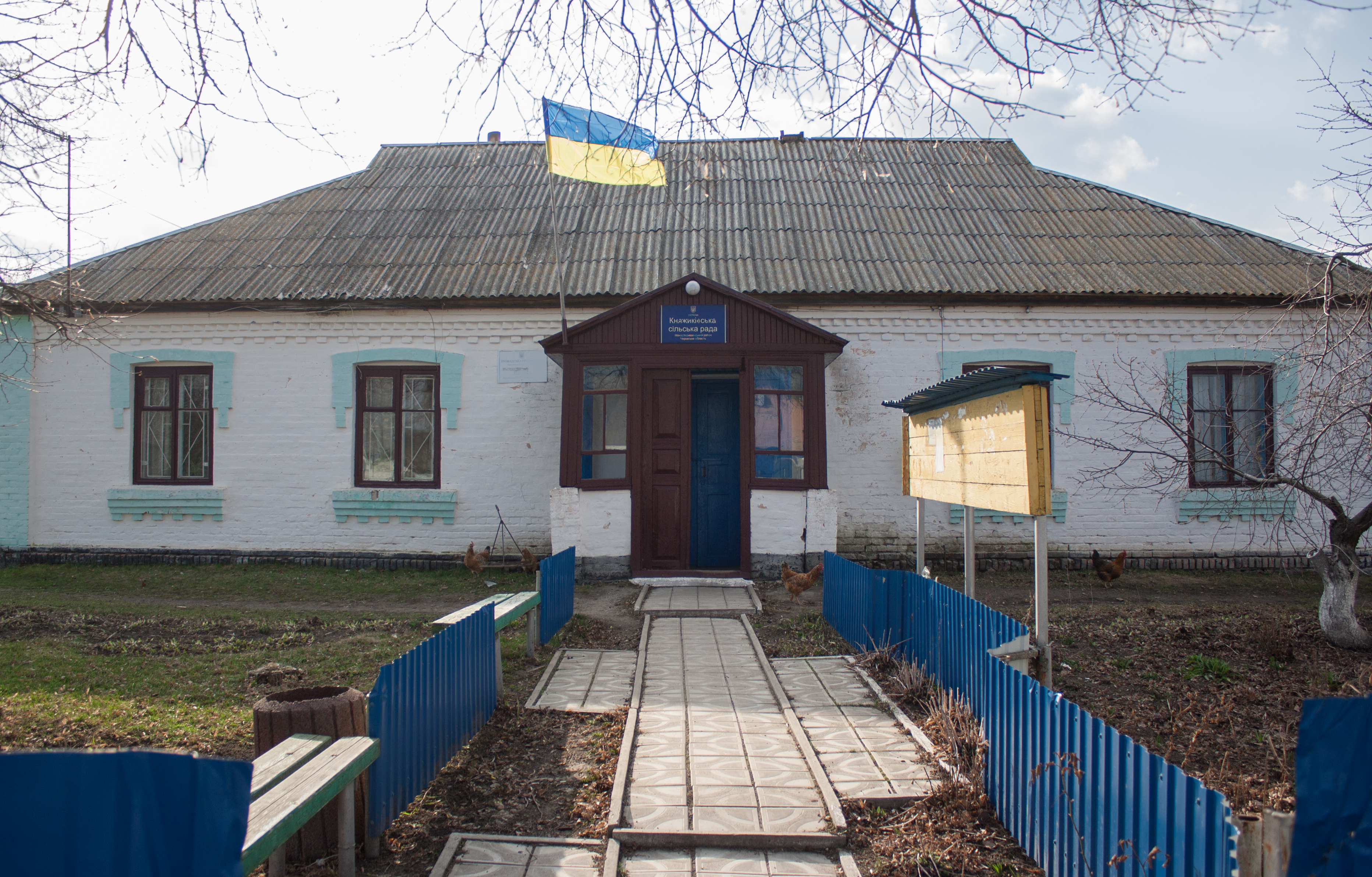
Сільрада
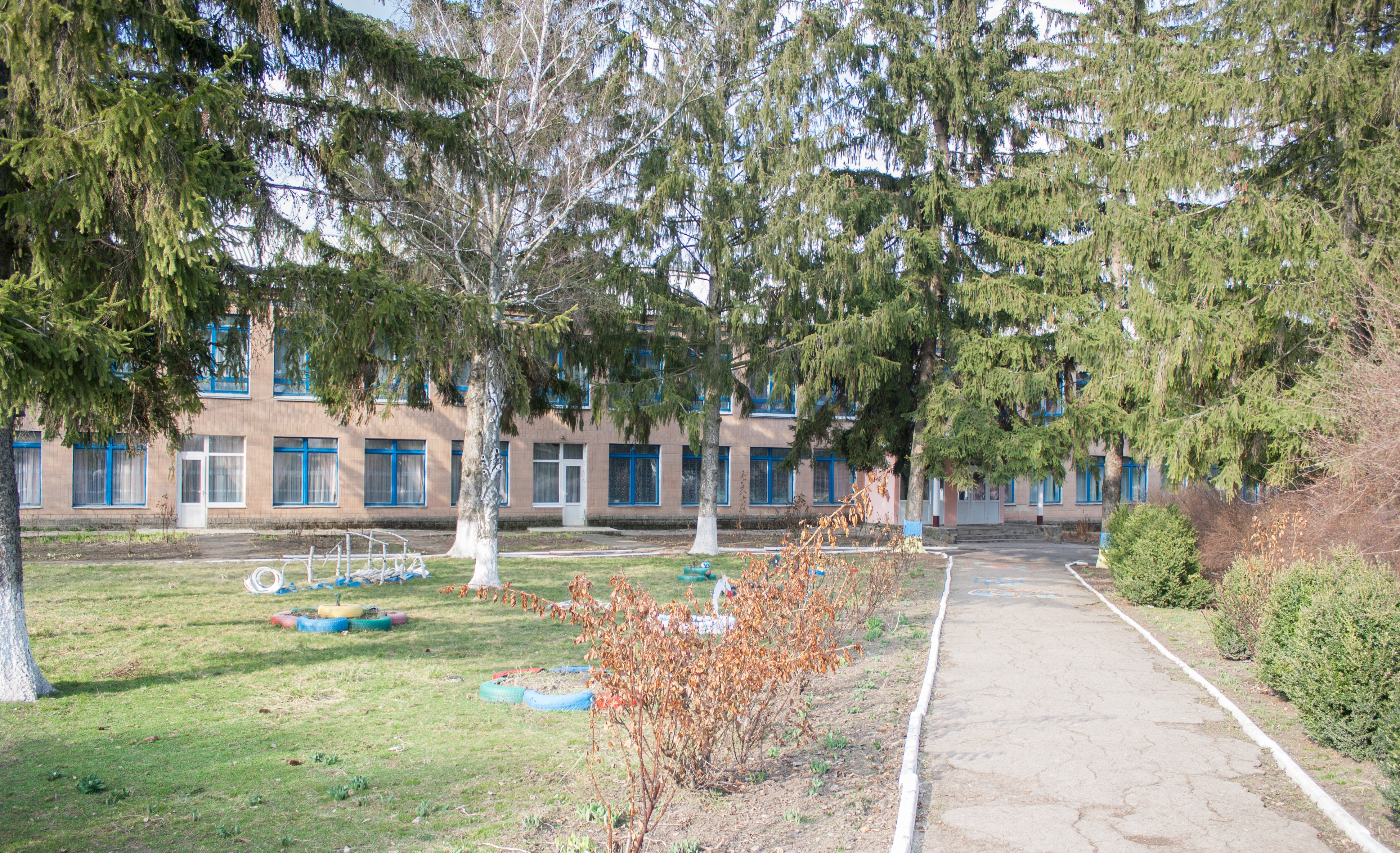
Школа
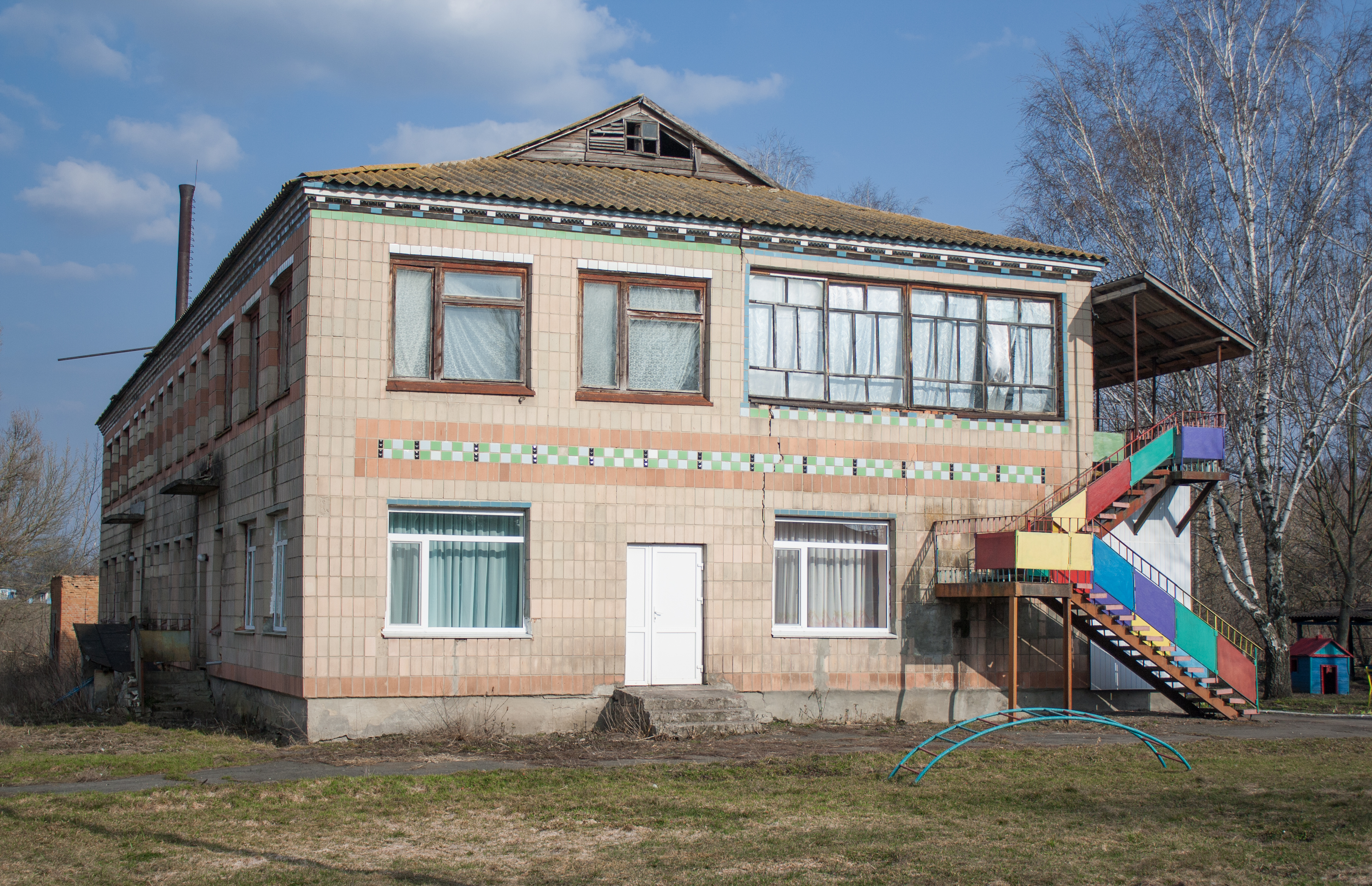
Дитсадок "Берізка"
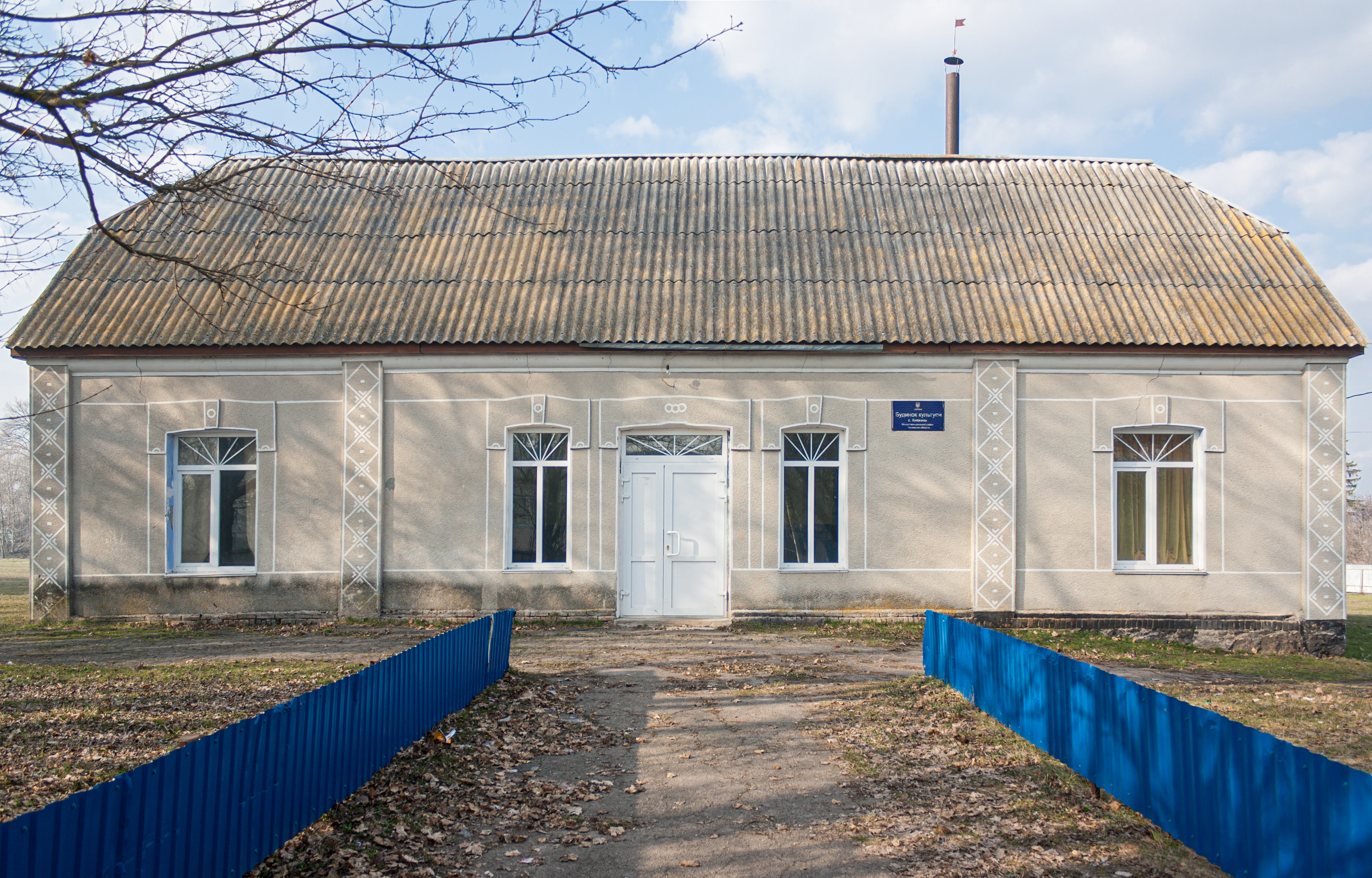
Будинок культури
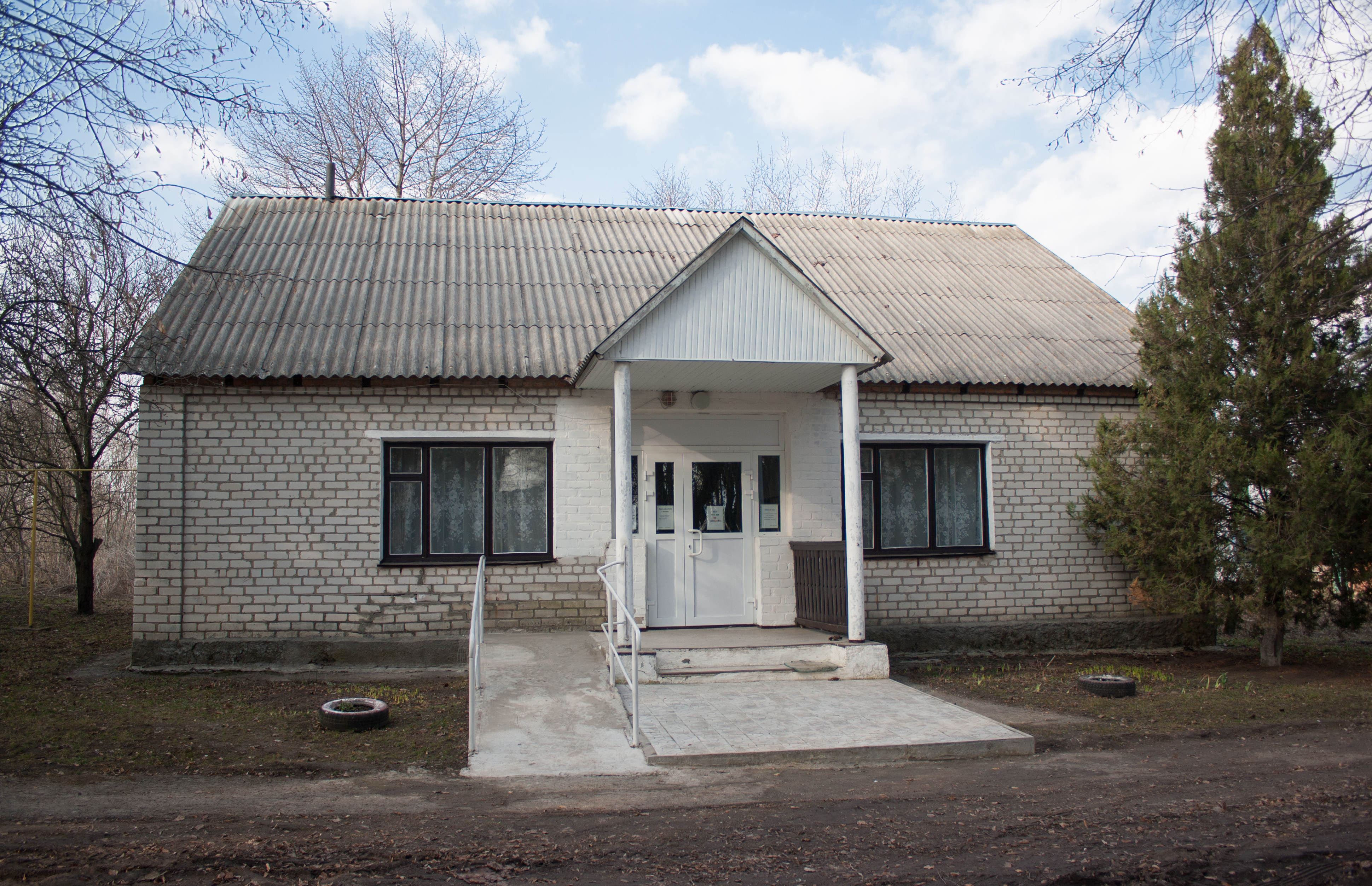
ФАП
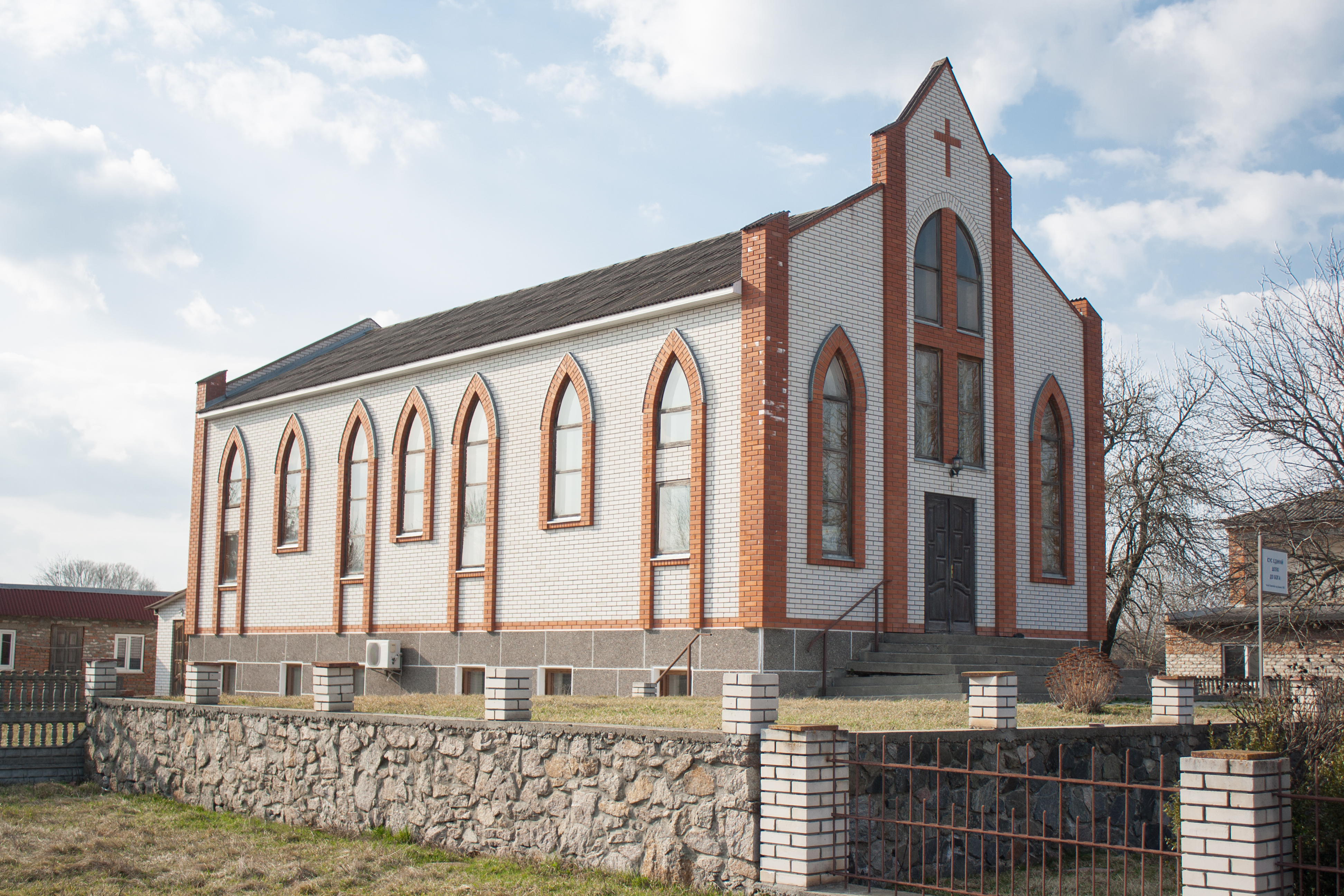
Дім молитви
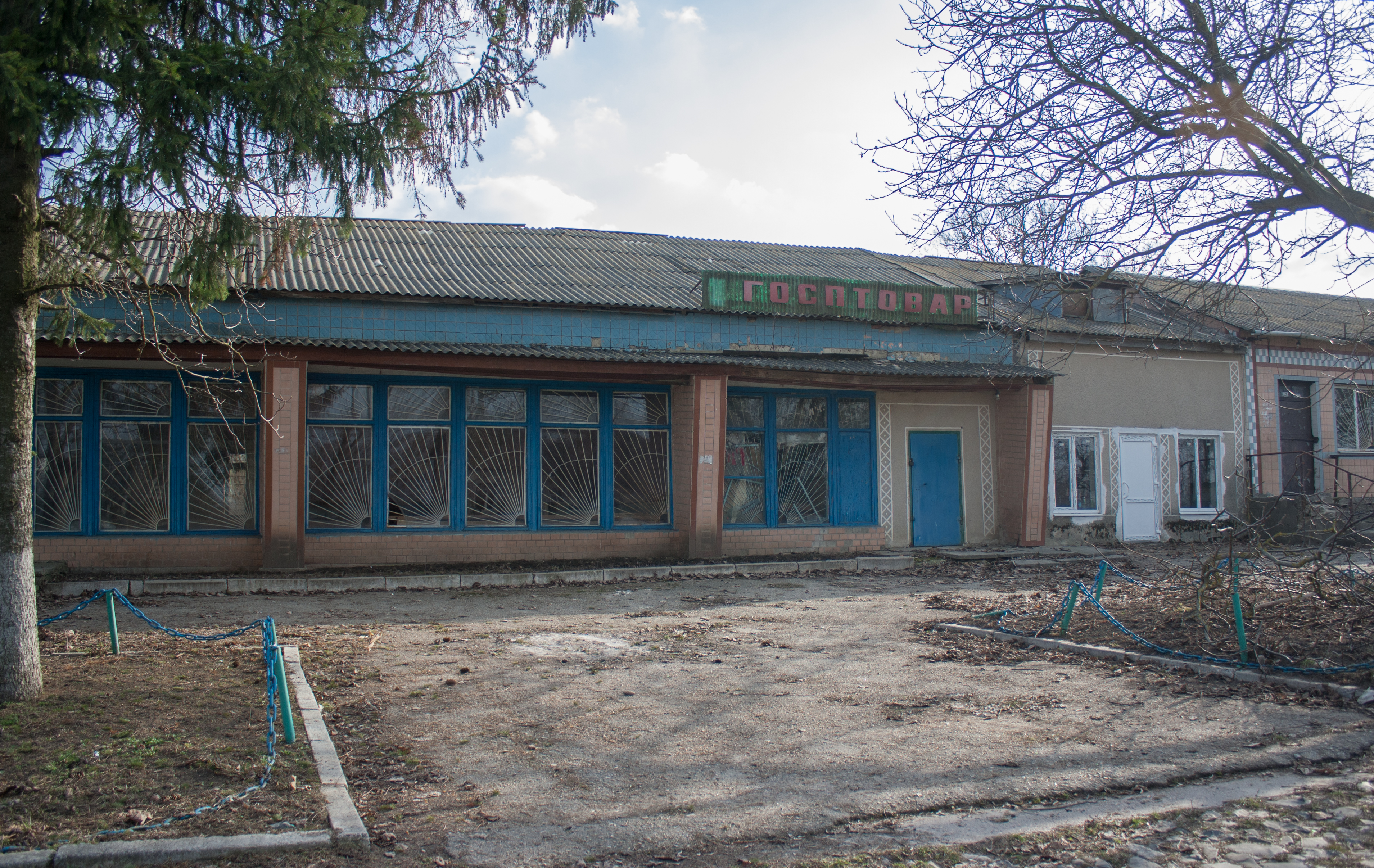
Колишній магазин
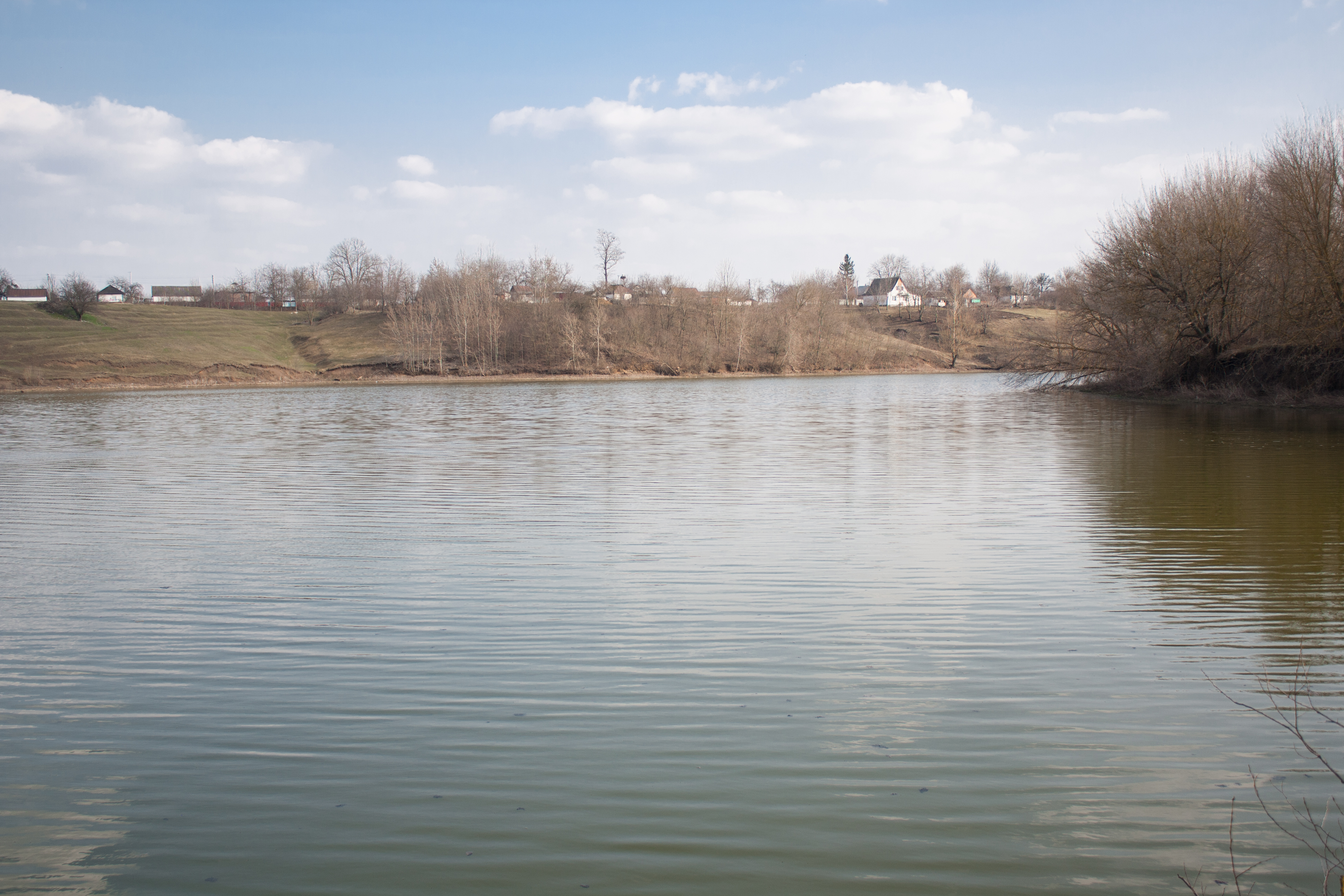
Ставок
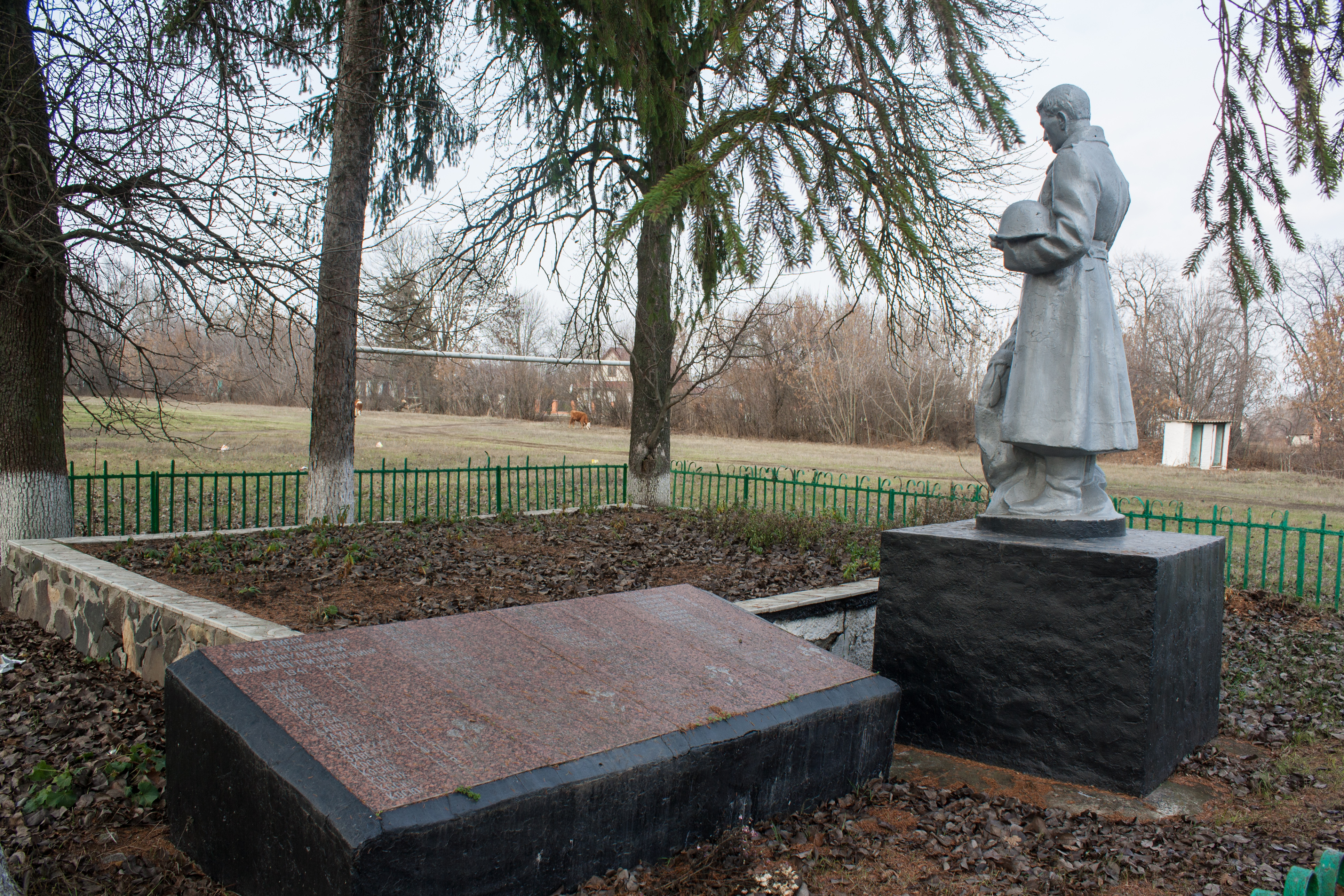
Пам'ятник воїнам-односельцям
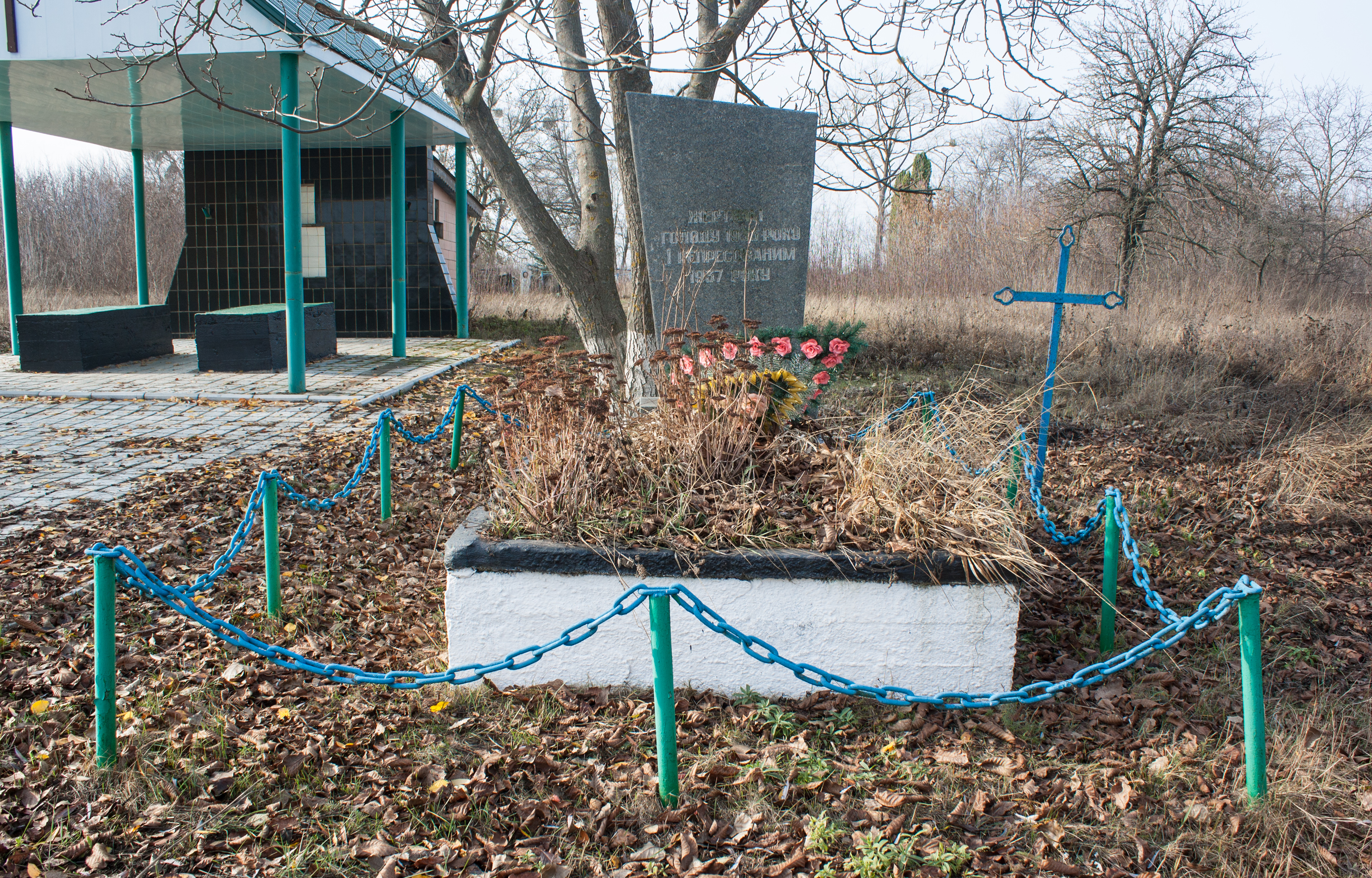
Пам'ятний знак жертвам Голодомору

## Відомі люди
- Кравченко Олексій Васильович (1978—2022) — молодший сержант Збройних сил України, учасник російсько-української війни.
- Смолянець Іван Макарович (1925—2017) — майстер художньої обробки дерева, член Спілки художників України.